# Adam Shankman
Adam Michael Shankman (født 27. november, 1964) er en amerikansk filminstruktør, filmproducer, danser, skuespiller og koreograf. Han har været dommer på tv-programmet So You Think You Can Dance siden tredje sæson.
Shankman begyndte sin professionelle karriere i musicalteater, og var danser i musikvideoer for sangere som Paula Abdul og Janet Jackson. Shankman planlagde også en af Spice Girls' turnér. Han har instrueret flere spillefilm, bl.a. A Walk to Remember, Bringing Down the House og Hairspray.

## Opvækst
Shankman blev født i Los Angeles, California som del af en overmiddelklassefamilie. Han har fortalt, at han havde en "traditionel jødisk opvækst" i Brentwood, Los Angeles. Han gik på The Juilliard School, men droppede ud for at danse i et musicalteater.

## Karriere
Shankman var danser i Janet Jacksons “Escapade”-video, og var med i MC Skat Kat-videoen med Paula Abdul. Shankman fik sit professionelle gennembrud som koreograf i musikvideoen fra 1989, for rapperen MC Shan med Julien Temple, som instruktør. Da den hyrede koreograf bakkede ud, løj Shankman og sagde, at han havde lavet koreografier Janet Jackson og Paula Abdul. Han blev hyret på stedet, uden nogen undersøgte, om hans historie var rigtig. Shankman begyndte at lave film med stjerner, som Marlon Brando, Sarah Jessica Parker, Antonio Banderas og castet fra Boogie Nights. Han er Brendan Fraser' private koreograf.
I 1996 blev Shankman repræsenteret af det nylig opståede Sauce Entertainment, et produktionsfirma for musikvideoer og reklamer. I 1998 var han koreograf for programmet Win Ben Stein's Money.
Shankmans instruktion var i kortfilmen Cosmo's Tale, som blev vist på Sundance Film Festival. Derefter hjalp han sin søster, Jennifer Gibgot, med at skrive et manuskript, som førte til et møde med firmaet, der producerede The Wedding Planner. Han blev hyret til jobbet 10 minutter inde i mødet. I maj 2003 lagde Shankman en 26 mio. kr. dyr sag mod skuespillerinden Jennifer Lopez, og anklagede hende for, at have stjålet hans ide om filmatisere operaen Carmen.
Før hans instruktion af Hairspray, var Shankman bedst kendt i Hollywood for at skrive rigtig gode manuskripter. Hans kendetegn i hans film, involvere ofte en sang/danse-sekvens og en karakter, der bliver sendt i samfundstjeneste. "Jeg har gjort så mange ting, jeg er superstolt af," indrømmede han i et interview med Los Angeles Times. Efter endelig at have fået instruktørrollen i Hairspray, tilføjede han, "Nu hvor jeg faktisk er stolt af noget, selvom kritikerne måske siger, at det ikke er noget af være stolt af, vil det blive ...berigende." I august 2008, rapporterede Box office Mojo at Hairspray var blevet rangeret, som den fjerdelaveste indtjenende musicalfilm i USA de sidste 30 år.
Shankman arbejdede, i samarbejde med ABC, på en tv-pilot kaldt Harmony, som omhandler en musicalby. I 2008, i farvandet af den tidligere mindre by borgmester Sarah Palins optræden på den nationale politiske scene, annoncerede Shankman, at han skulle være instruktør på den kommende tv-serie Cadillac Ranch, som skulle handle om den kvindelige borgmester i den lille by.  Med Bill Mechanic var Shankman en af de to producere på 82. Academy Awards, som fandt sted den 7. marts, 2010.

### So You Think You Can Dance
Shankman har været dommer og koreograf på FOX' realityshow So You Think You Can Dance siden tredje sæson. Han brugte udtrykket "lyrisk hip-hop" til at beskrive en dansestil i sammenhæng med koreografduoen Tabitha and Napoleon D'umo. Udtrykket blev populært, og han fik kredit for opfindelsen af ord i maj/juni 2009-udgaven af bladet Dance Spirit.
Den 16. september, 2009, blev afsløret at Shankman ville blive ansat som fast dommer i So You Think You Can Dance.

## Privat
Shankman er åbenlyst bøsse. Han offentliggjorde brylluppet mellem Freddie Prinze, Jr. aog Sarah Michelle Gellar, sidstnævnte var en god ven, mens han medvirkede i produktionen af Buffy the Vampire Slayer. Han fik arbejdet på Buffy, fordi Gellar anbefalede ham til seriens skaber, Joss Whedon.

## Filmografi
- Vinden i Piletræerne – Skuespiller (vaskekone)
- The Red Shoes (1983) – Skuespiller (skobutikskunde)
- Rockula (1990) – Skuespiller (chauffør)
- Midnight Cabaret (1990) – Skuespiller (tjener)
- Roundhouse (1992) – Koreograf
- The Gun in Betty Lou's Handbag (1992) – Koreograf/skuespiller (genert mand)
- Weekend at Bernie's II (1993) – Koreograf
- Heart and Souls (1993) – Koreograf (som Adam Schenkman)
- Addams Family Values (1993) – Koreograf
- The Flintstones (1994) – Koreograf
- Lommepenge (1994) – Koreograf
- Don Juan DeMarco (1994) – Koreograf
- Miami Rhapsody (1995) – Koreograf
- Tank Girl (1995) – Koreograf
- Monster Mash: The Movie (1995) – Skuespiller (Wolfie)
- Casper (1995) – Koreograf/animationsafdelingen (animaterede spøgelsessekvenser)
- Congo (1995) – Koreograf
- Mrs. Winterbourne (1996) – Koreograf
- The Relic (1997) – Koreograf
- Venner – "The One with All the Jealousy" (1997) – Koreograf
- Traveller (1997) – Koreograf
- George of the Jungle (1997) – Koreograf
- Boogie Nights (1997) – Koreograf
- Et ikke helt almindeligt liv (1997) – Koreograf
- Anastasia (1997) – Koreograf (som Adam M. Shankman; danser – Los Angeles)
- Scream 2 (1997) – Koreograf/skuespiller (spøgelsesdanser)
- Almost Heroes (1998) – Koreograf
- Antz (1998) – Koreograf
- Blast from the Past (1999) – Koreograf
- She's All That (1999) – Koreograf
- Forces of Nature (1999) – Koreograf
- Sikke'n nat (1999) – Koreograf
- Inspector Gadget (1999) – Koreograf/fysisk komik konsultent
- Dudley Do-Right (1999) – Koreograf
- Deuce Bigalow: Male Gigolo (1999) – Koreograf
- Isn't She Great? (1999) – Koreograf
- Mission to Mars (2000) – Koreograf (som Adam M. Shankman)
- The Wedding Planner (2001) – Instruktør/koreograf
- Buffy the Vampire Slayer – "Once More, with Feeling" (2001) – Koreograf
- A Walk to Remember (2002) – Instruktør/skuespiller (ukrediteret medieassistent)/Executive soundtrackproducer
- Catch Me If You Can (2002) – Koreograf
- Monk – "Mr. Monk and the Earthquake" (2002) – Instruktør
- Bringing Down the House (2003) – Instruktør/producer
- Splitsville (2003) – Instruktør
- To i en (2003) – Koreograf/skuespiller (Koreograf/tjener)
- Mystery Girl (2004; tv-film) – Instruktør
- The Pacifier (2005) – Instruktør/executive producer/skuespiller (ukrediteret kørende instruktør)
- Det Vildt Dusin 2 (2005) – Instruktør/skuespiller (rolig bagerchef)
- Step Up (2006) – Producer/koreograf/skuespiller (danser på natklub)
- Worst Week of My Life (2006; TV series) – Instruktør
- Hairspray (2007) – Director/koreograf/optrædende ("Tied Up in the Knots of Sin")
- Premonition (2007) – Producer
- Step Up 2 the Streets (2008) – Producer/koreograf
- Prop 8 - The Musical (2008) – Instruktør/producer/koreograf
- Bedtime Stories (2008) – Instruktør/producer
- Carrie Underwood: An All-Star Holiday Special (2009) – Instruktør/producer
- Zac Efron's Pool Party (2009) – Instruktør/producer
- 17 Again (2009) – Producer
- The Last Song (2010) – Producer[19][20]
- The 82nd Annual Academy Awards (2010) – Instruktør/koreograf
- Step Up 3D (2010) – Producer
- Going the Distance (2010) – Producer
- Glee – "The Rocky Horror Glee Show" (2010) – Instruktør[21]
- Coming Attraction (2010) – Instruktør
- Modern Family – "Our Children, Ourselves" (2011) – Instruktør
- Bye, Bye Birdie (2011) – Instruktør
- Rock of Ages (2012) – Instruktør/koreograf[22]